# ألبرت هان
ألبرت هان (بالهولندية: Albert Hahn)‏ هو رسام وفنان هولندي، ولد في 17 مارس 1877 في خرونينغن في هولندا، وتوفي في 3 أغسطس 1918 في Watergraafsmeer ‏ في هولندا بسبب سل.

## معرض صور

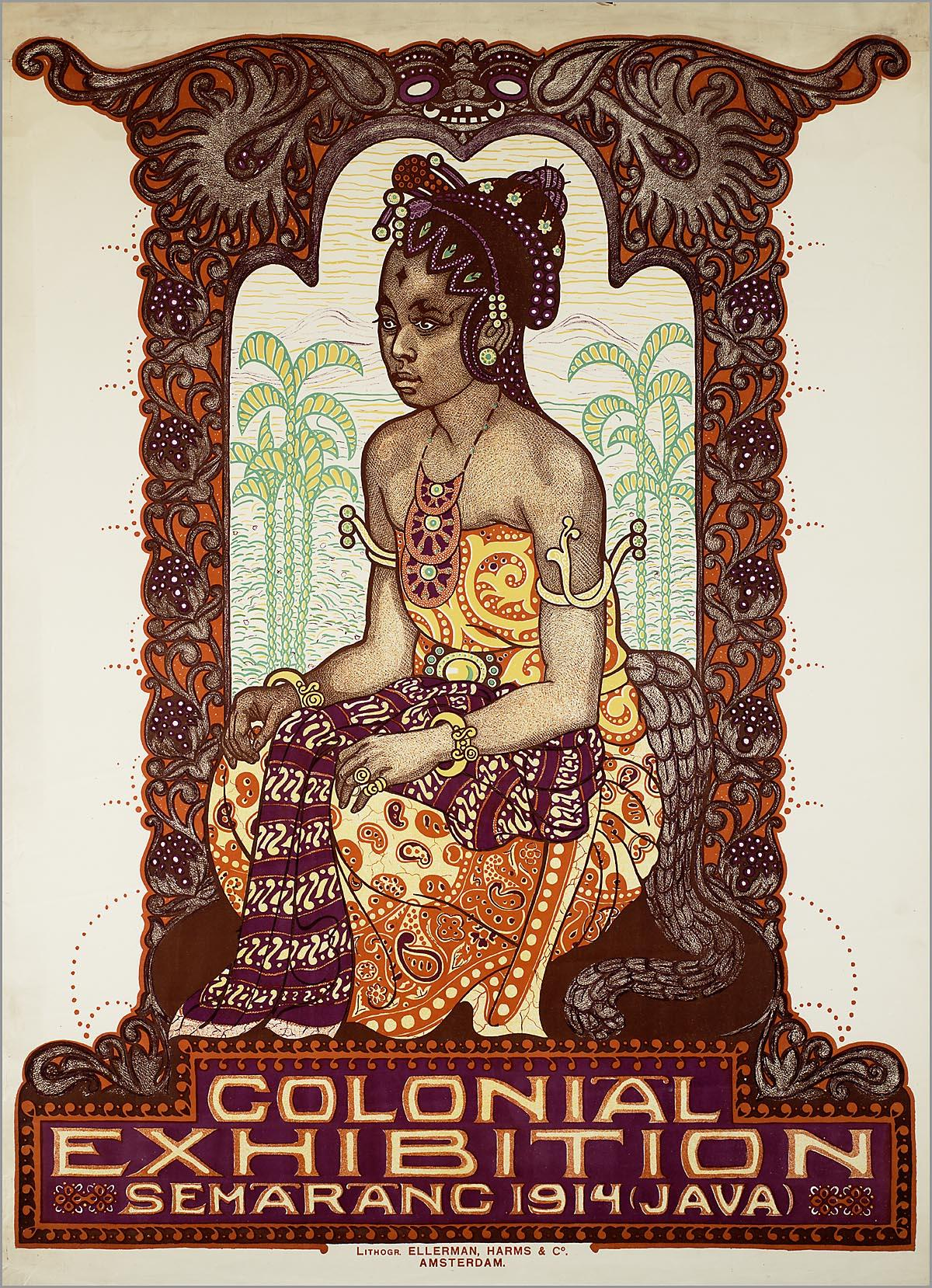
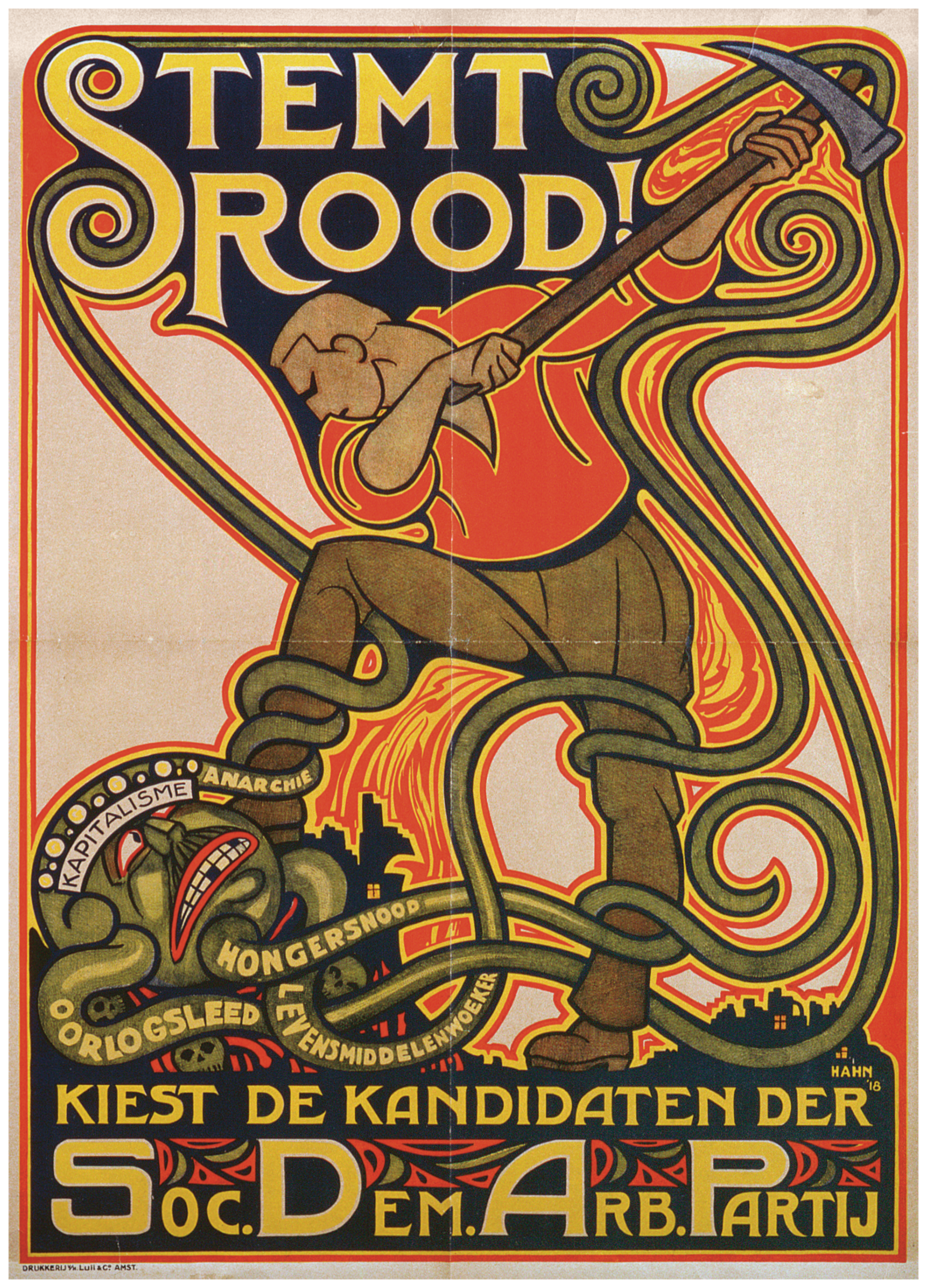
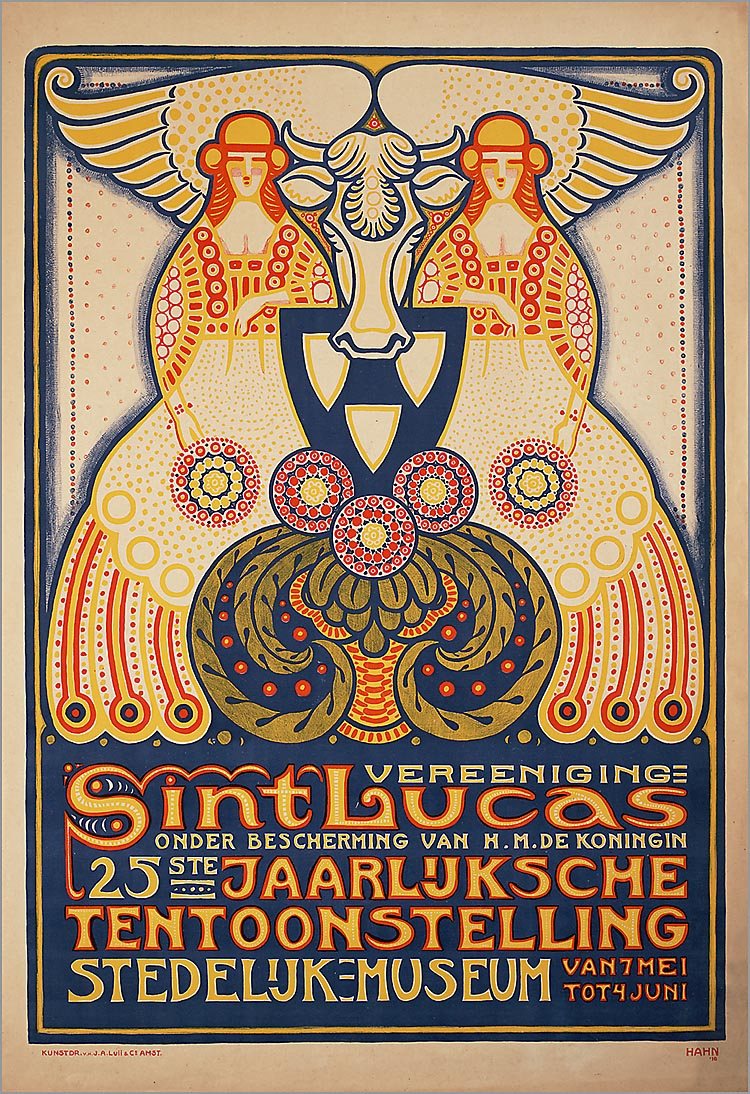
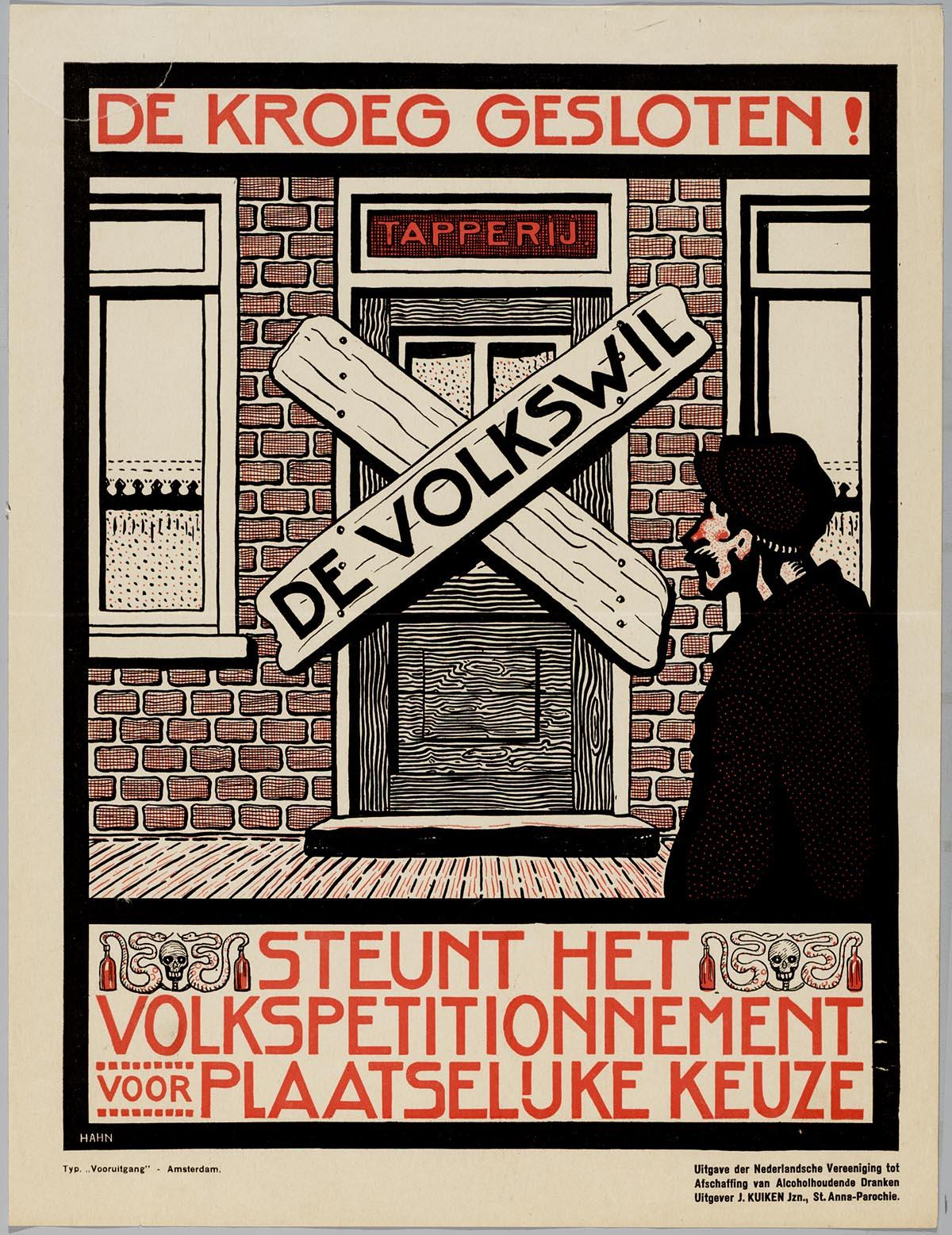
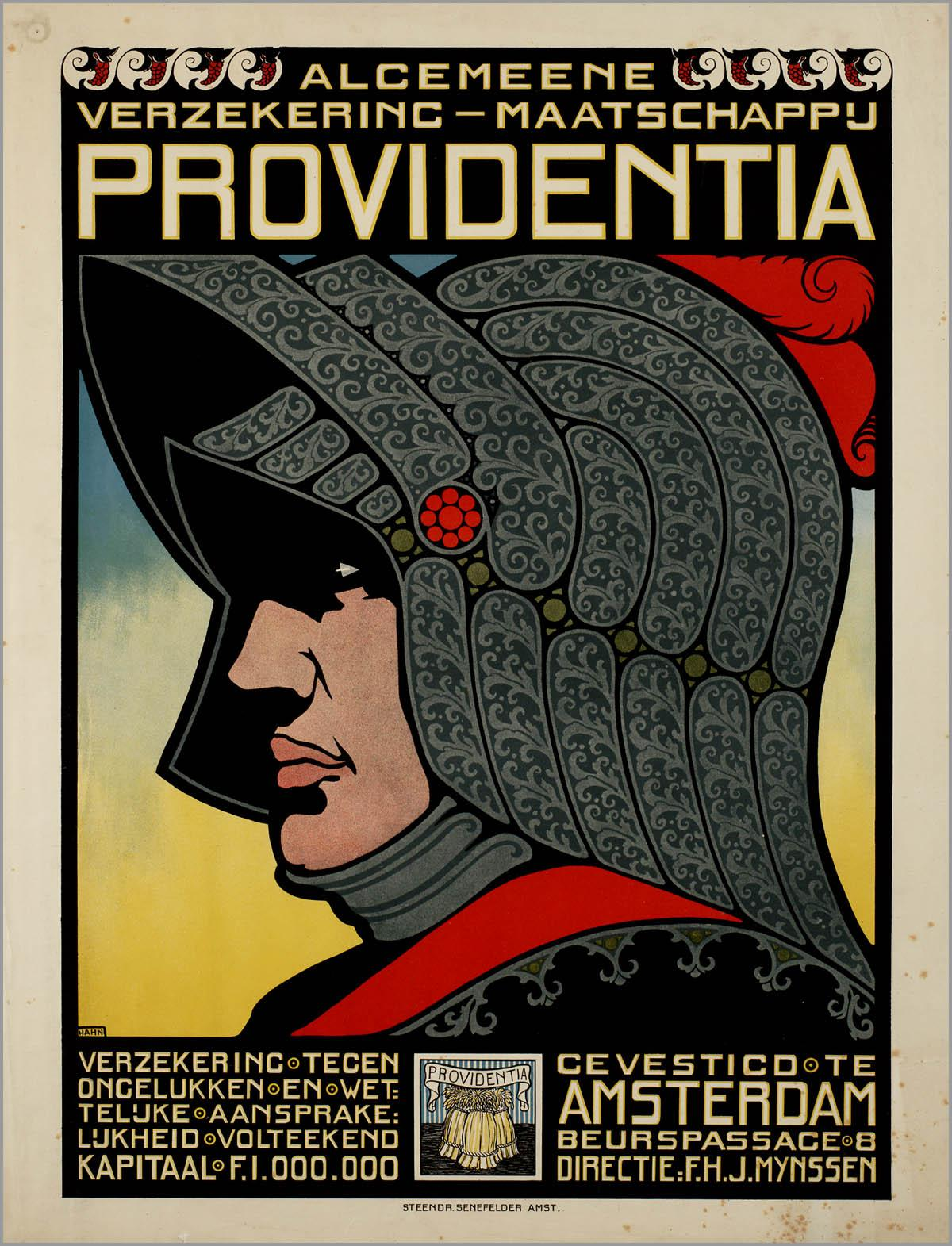